# Andrzejów Duranowski
Andrzejów Duranowski – wieś w Polsce położona w województwie mazowieckim, w powiecie sochaczewskim, w gminie Sochaczew. Ma status sołectwa.
| SIMC    | Nazwa   | Rodzaj    |
| ------- | ------- | --------- |
| 0738102 | Duranów | część wsi |

W latach 1975–1998 miejscowość administracyjnie należała do województwa skierniewickiego.